# 89 Julia
A 89 Julia a Naprendszer kisbolygóövében található aszteroida. Édouard Jean-Marie Stephan fedezte fel 1866. augusztus 6-án.